# Jörgen Augustsson
Jörgen Augustsson (* 28. Oktober 1952) ist ein ehemaliger schwedischer Fußballspieler. Der Weltmeisterschaftsteilnehmer von 1974 wurde mit Åtvidabergs FF 1972 und 1973 schwedischer Meister.

## Laufbahn

### Spieler
Defensivspieler Augustsson spielte ab 1972 für Åtvidabergs FF. Dabei wurde Åtvidaberg 1972 und 1973 Schwedischer Meister. Zur Saison 1976 wechselte er zum Erstligarivalen Landskrona BoIS, für den er bis 1980 117 Ligaspiele bestritt. Zur Saison 1981 kehrte er zu AFF zurück, mit dem er 1982 den Abstieg hinnehmen musste. 1986 beendete er bei Åtvidaberg seine Spielerlaufbahn.
Zudem war er von 1974 bis 1977 18facher schwedischer Nationalspieler. Mit der Landesauswahl nahm er an der Weltmeisterschaft 1974 teil, bei der die Mannschaft erst in der zweiten Gruppenphase scheiterte. Der Verteidiger von Åtvidaberg debütierte bei der Weltmeisterschaft am 26. Juni 1974 bei der 0:1-Niederlage in Stuttgart gegen Polen unter Trainer Georg Ericson in der Nationalmannschaft.
Bei den Europameisterschaftsqualifikationsspielen für die EM 1976 gehörte er mit fünf Einsätzen der schwedischen Stammbesetzung an. Schweden konnte sich aber nicht gegen Jugoslawien (10:2-Punkte), Nordirland (6:6) und Norwegen (2:10) mit 6:6 Punkten durchsetzen.
Die ersten 12 Länderspiele bestritt der jüngere Bruder von Bo Augustsson bei Åtvidaberg, die letzten sechs Länderspiele absolvierte er als Spieler von Landskrona.

### Trainer
1990 übernahm er den Meister IFK Norrköping, den er zur Vizemeisterschaft führte. 1991 trainierte er den norwegischen Erstligisten Fyllingen Fotball, mit dem er die Saison im Mittelfeld abschloss. 1996 bzw. 2000 betreute er noch die unterklassigen schwedischen Vereine Jönköpings Södra IF und Åtvidabergs FF.